# Antoni Pogorelski
Antoni Pogorelski   (Moscou, 1787 - Varsòvia, 21 de juliol de 1836), rus: Антоний Погорельский, pseudònim d'Aleksei Alekséievitx Perovski, rus: Алексе́й Алексе́евич Перовский fou un escriptor rus, membre de l'Acadèmia Russa (1829). Era germà dels estadistes comtes L.A. i V.A. Perovski, oncle d'Aleksei Tolstoi i nebot dels germans Aleksei, Aleksandr i Vladímir Jemtxújnikov.

## Biografia
Era fill il·legítim d'Andrei Razumovski. Va rebre una bona educació a casa. Després va estudiar a la Universitat de Moscou (1805-1807) i es va doctorar en filosofia i filologia (desembre de 1807). Va traduir a l'alemany Pobra Liza (1807) de Nikolai Karamzín. Gràcies a Razumovski va poder conèixer personalment Karamzín i el seu entorn de Moscou (Piotr Viàzemski i Vassili Jukovski) i va aconseguir fama en aquest cercle com a bromista i mistificador.
El 1808, Aleksei Perovski va publicar tres conferències sobre botànica com un llibre separat: Com distingir els animals de les plantes, rus: Как различать животных от растений, Sobre el propòsit i els beneficis del sistema linnear de plantes, rus: О цели и пользе Линеевой системы растений i Sobre les plantes que serien útils de cultivar a Rússia, rus: О растениях, которые бы полезно было размножать в России
El 1808-1810 va servir al 6è departament del Senat i, el 1812, contra la voluntat del seu pare, es va oferir voluntari per lluitar contra la invasió francesa de Rússia; amb el rang de capità de l'Estat Major es va allistar al 3r regiment cosac ucraïnès. Va participar en moltes batalles de la guerra (inclosos els destacaments partisans) i campanyes a l'estranger, inclosa la batalla de les Nacions a prop de Leipzig (era ajudant del general Antoine-Henri Jomini) i a la batalla de Kulm. Després de la presa de Leipzig, va ser nomenat adjunt principal del príncep Nikolai Repnin.
El maig de 1814, Pogorelski va ser traslladat al regiment d'ulans estacionat a Dresden, i fins al 1816 va servir a la Saxònia ocupada pels aliats. A Alemanya, Perovski es va interessar pel romanticisme alemany i, en particular, per Hoffmann, que va influir en la seva obra.
Un cop desmobilitzat es va unir a la societat literària Arzamas fundada sota l'ègida de Nikolai Karamzín. Es va ocupar de la formació i educació del seu nebot Aleksei Tolstoi, que havia nascut el 1817 (poc després del naixement d'Aleksei, la seva mare, la germana de Perovski, va deixar el seu marit). Corria la brama que Aleksei Konstantínovitx era el fruit de la unió incestuosa de Perovski amb la seva pròpia germana. Entre els coneguts de Perovski d'aquesta època hi havia el jove Aleksandr Puixkin. Quan va sortir el poema Ruslan i Liudmila, va publicar una elogiosa crítica a la revista Sin otétxestva. Perovski fou també un dels defensors més actius del jove autor.
Després de la mort del seu pare el juliol de 1822, es va establir a la finca de Pogoreltsi (uiezd de Sosnitski de la gubèrnia de Txernígov), on va viure amb la seva germana i el seu nebot A.K. Tolstoi. Hi va escriure el povest El doble o les meves vetllades a la petita Rússia, rus: Двойник, или Мои вечера в Малороссии, publicat amb el pseudònim d'Antoni Pogorelski (pel nom de la finca) el 1828, quan l'autor va tornar al servei (el 1825-1830 era síndic del districte educatiu de Khàrkov) i va anar amb el seu nebot a Alemanya (1827), on va visitar Goethe.
El doble és una col·lecció de quatre relats curts units per una trama marc, associada principalment a la tradició fantàstica alemanya (Els germans de Serapió de Hoffmann) i les anticipades "Vetlles en un veïnat de Dikanka", rus: Вечера на хуторе близ Диканьки de Gógol i Nits russes, rus: Русские ночи de Vladímir Odóievski. La història fantàstica Lafertóvskaia makovnitsa, rus: Лафертовская маковница,(publicada per separat el 1825) va provocar una valoració entusiasta de Puixkin, que posteriorment la va citar a la seva obra Grobovxtík. La crítica, amb algunes excepcions, no va acceptar El doble, que estava per davant del seu temps, i hi veia una fantasia absurda.
El 1829 Pogorelski va publicar el llibre que li va aportar una veritable fama: fou el conte de fades La gallina negra, o l'inframón, rus: ёрная курица, или Подземные жители, escrit per al seu nebot, el primer llibre sobre la infància de la literatura russa, i posteriorment traduïda a diversos idiomes. La seva novel·la Monastirka, rus: Монастырка, una "novel·la moral-descriptiva" que combina elements sentimentals i romàntics fou molt ben acceptada pel públic i la crítica.
Es va retirar el 1830 i es va dedicar a viatjar i educar el seu nebot Aleksei Tolstoi.
Antoni Pogorelski va morir de tuberculosi a Varsòvia de camí a Niça, on tenia previst de cercar tractament. Està enterrat al cementiri ortodox de Varsòvia .